# Поцелуи (фильм, 2008)
«Поцелуи» (англ. Kisses) — ирландский драматический фильм 2008 года. Ключевой вопрос в этой истории — переходный возраст. Кинокартина имеет ряд наград. Участвовала в кинофестивалях в Торонто, Локарно, Лондоне и др.

## Съёмочная группа
- Художники: Вальдемар Калиновски (постановщик), Леони Пендергаст (по костюмам), Элизабет Бреннан (по декорациям).
- Монтажёр: Дж. Патрик Даффнер.

## Сюжет
Тема фильма раскрывается в тяжёлых взаимоотношениях между родителями, проблемах предподросткового возраста. Действия начинаются где-то на окраине Дублина. После очередных скандалов и побоев родителей подросток Дилан убегает из дома. С ним увязывается его соседка и подруга-ровесница Кайли. Вместе ребята направляются в шумный город, где Дилан планирует начать поиски своего старшего брата, ушедшего из дома и не вернувшегося обратно 2 года назад. Благо, незадолго до побега из дома Кайли получает от своего дяди некую сумму денег на «кафе-кино», но герои тратят их куда попало. Когда деньги заканчиваются и на улице темнеет, всё оборачивается против ребят. Им предстоит ощутить и пережить опасности большого города, спать на коробках, выручать друг друга в трудных ситуациях. Найдут ли Дилан и Кайли пропавшего брата первого или их быстрее найдёт полиция и вернёт домой?

## В ролях
| Актёр                | Роль                      |
| -------------------- | ------------------------- |
| Шейн Карри           | Дилан                     |
| Келли О'Нил          | Кайли                     |
| Стивен Ри            | австралийский «Боб Дилан» |
| Давид Бендито        | «капитан» земснаряда      |
| Киаран Кенни         | бездомный                 |
| Уилли Хиггинс        | «Мешочник»                |
| Ян де Бри            | кореш «Мешочника»         |
| Пол Роу              | папа Дилана               |
| Нейли Конрой         | мама Дилана               |
| Кэти Мэлоун          | мама Кайли                |
| Стефани Келли        | сестра Кайли              |
| Шон МакДонах         | дядя Морис                |
| Глен Дауд            | парикмахер                |
| Вальдемар Калиновски | продавец хот-догов        |
| Олла Игинла          | охранник                  |

## Премьеры
| Страна         | Дата премьеры         | Название |
| -------------- | --------------------- | -------- |
| Ирландия       | 11 июля 2008 года     | Kisses   |
| Швейцария      | 12 августа 2008 года  |          |
| Канада         | 7 сентября 2008 года  |          |
| Греция         | 15 ноября 2008 года   | Filia    |
| США            | 13 февраля 2009 года  |          |
| Великобритания | 17 июля 2009 года     |          |
| Финляндия      | 18 сентября 2009 года |          |
| Дания          | 25 сентября 2009 года |          |
| Франция        | 5 декабря 2009 года   |          |
| Сингапур       | 4 февраля 2010 года   |          |